# Vysoká nad Uhom
Vysoká nad Uhom (in ungherese Magasrév) è un comune della Slovacchia facente parte del distretto di Michalovce, nella regione di Košice.